# Vagn Joensen
Vagn Joensen (1950) is een Deens jurist. Hij begon zijn loopbaan bij het Ministerie van Justitie. Hij werd vervolgens rechter van het stedelijk hof in Kopenhagen en daarna van het Gerechtshof. Hij was verder rechter in Kosovo en tegenwoordig van het Rwanda-tribunaal in Tanzania.

## Levensloop
Joensen studeerde rechten aan de Universiteit van Aarhus en slaagde daar in 1973 als Master of Laws. Verder volgde hij in 1972 aan het City of London College en in 1979 aan de Harvard Law School een verdiepingsstudie in burgerlijk recht. Vanaf 1974 werkte hij voor het Ministerie van Justitie.
In 1976 werd hij benoemd tot plaatsvervangend strafrechter van het Hof van Hvidovre en in 1977 tot plaatsvervangend aanklager bij de politie van Gladsaxe. Vervolgens werkte hij weer enkele jaren op het ministerie en werd hij van 1982 tot 1994 rechter aan het stedelijk hof van Kopenhagen. Van 1994 tot 2007 was hij rechter van het Gerechtshof (High Court), waarbij hij tussendoor van 2001 tot 2002 rechter werd in Mitrovicë voor de UNMIK in Kosovo. In 2007 werd hij beëdigd tot rechter ad litem van de derde strafkamer van het Rwanda-tribunaal in de Tanzaniaanse stad Arusha. In 2011 werd hij vicepresident en sinds 2012 is hij president van het tribunaal. Daarnaast werd hij in 2012 beëdigd tot rechter van het Internationale Residumechanisme voor Straftribunalen, om op oproepbasis lopende zaken af te handelen van het Rwanda-tribunaal en het Joegoslavië-tribunaal.